# Ruggine (film)
Ruggine è un film del 2011 diretto da Daniele Gaglianone, tratto dall'omonimo romanzo di Stefano Massaron.
Partecipa alle Giornate degli autori della 68ª Mostra internazionale d'arte cinematografica di Venezia.

## Trama
Verso la fine degli anni settanta, in un cortile della periferia torinese, un gruppo di figli di immigrati meridionali trascorre le giornate giocando nel labirintico capannone di una ditta di recupero materiali ferrosi. Sono bambini svegli e, nonostante l'età, sanno guardarsi bene dai pericoli che li circondano. Quando il Dottor Boldrini, un distinto signore, si trasferisce in zona, capiscono di non potersi fidare: ben presto una di loro viene rapita ed uccisa; ingiustamente tutti incolpano lo scemo del villaggio, il quale viene malmenato dagli stessi bambini. Al primo infanticidio ne susseguono altri ed i giovanotti capiscono chi è il colpevole: il loro pediatra. Senza aspettare la giustizia dei grandi, saranno loro ad infliggergli la massima pena: la morte. Diversi decenni più tardi, tre di loro, Carmine, Sandro e Cinzia, vedranno il torpore della loro quotidianità scuotersi a causa del ricordo di quell'estate maledetta.